# Stroppiana
Stroppiana je italská obec v provincii Vercelli v oblasti Piemont.
K 31. prosinci 2010 zde žilo 1 262 obyvatel.

## Sousední obce
Asigliano Vercellese, Caresana, Pertengo, Pezzana, Rive, Villanova Monferrato (AL)